# Allomaieta
Allomaieta là chi thực vật có hoa trong họ Mua.